# Kaprák

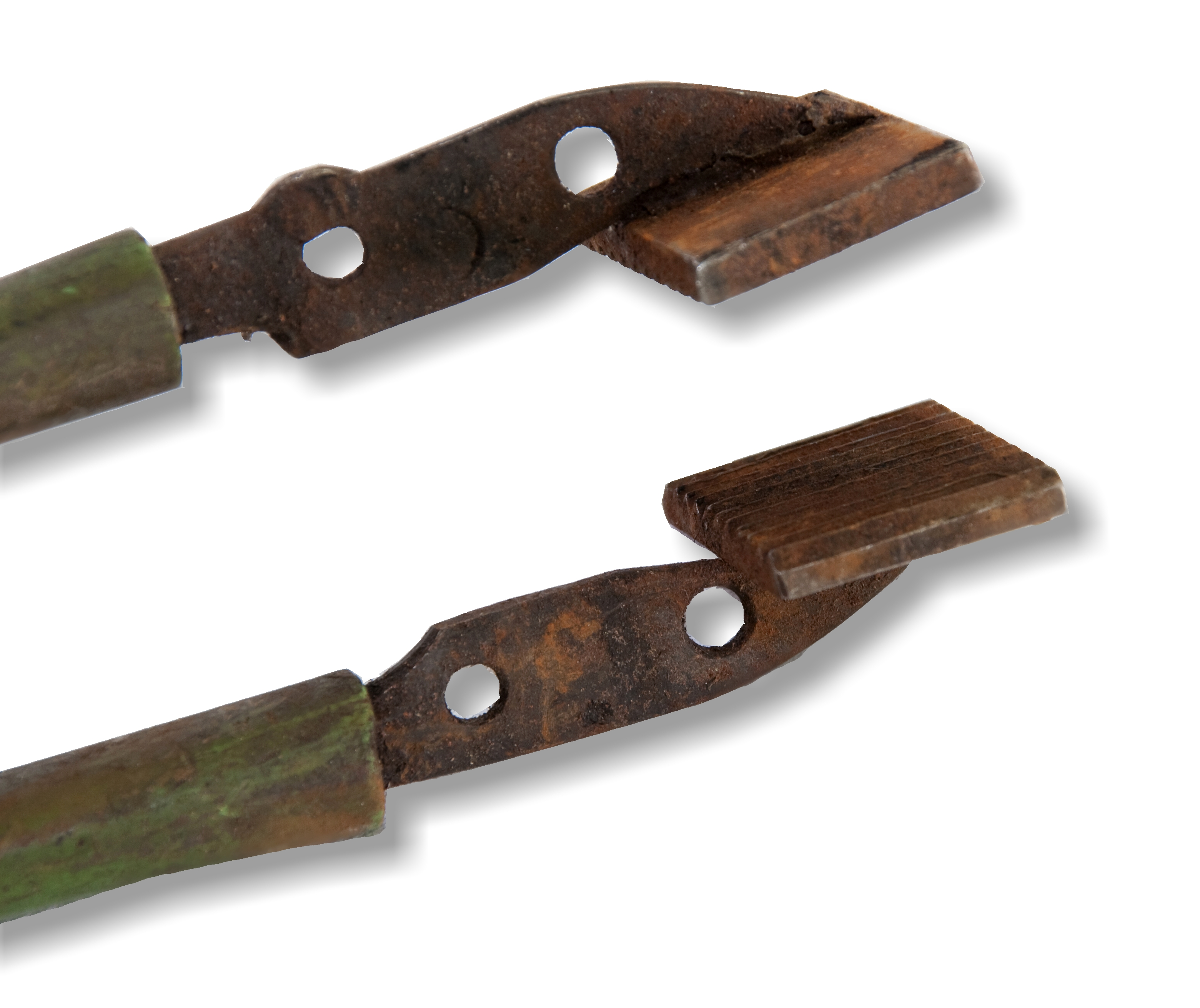
Detail kapráku

Kaprák (plochá pinzeta) je sklářské nářadí používané k tvarování různých lupínku či šupin při hutní výrobě skla. Kaprák je v podstatě velká pinzeta do ruky. Je z železa s gumovou rukojetí. Na konci jsou navařeny ploché destičky s vrubováním, které jednak brání smýknutí skla a za druhé na skle vymačkávají klasický dekor. Destičky mohou být též rovné.